# Andrena garzetta
Andrena garzetta là một loài Hymenoptera trong họ Andrenidae. Loài này được Warncke mô tả khoa học năm 1975.